# علی‌آباد (جیرفت)
علی‌آباد، شهری در بخش مرکزی شهرستان جیرفت در استان کرمان ایران است.
این شهر در تاریخ ۱۲ اسفند ۱۳۹۷ با ادغام دو روستای علی‌آباد عمران و عباس‌آباد تشکیل شد.

## جمعیت
بر پایه سرشماری عمومی نفوس و مسکن در سال ۱۳۹۵، جمعیت شهر علی‌آباد برابر با ۶٬۱۷۰ نفر (۲٬۱۷۴ خانوار) بوده‌است.